# چکاوک کوهسار
چکاوک کوهسار (نام علمی: Corypha kurrae) گونه‌ای از پرندگان گنجشک‌سان کوچک از خانواده چکاوکان (Alaudidae) است که در آفریقا از گینه تا غرب سودان یافت می‌شود. در گذشته به عنوان یک زیرگونه از چکاوک پس‌سرحنایی (Corypha africana) در نظر گرفته می‌شد.